# Камерунска крастава жаба
Камерунската крастава жаба (Amietophrynus superciliaris) е вид жаба от семейство Крастави жаби (Bufonidae). Видът е незастрашен от изчезване.

## Разпространение
Разпространен е в Габон, Гана, Демократична република Конго, Екваториална Гвинея, Камерун, Кот д'Ивоар, Либерия, Нигерия и Централноафриканска република.